# Eggert Olafsen
Eggert Olafsen est un naturaliste et un explorateur danois, né le 1er décembre 1726 et mort le 30 mai 1768.
Il est commissionné par l’Académie des sciences de Copenhague pour conduire une mission scientifique en Islande et fait paraître en 1772 un compte rendu de celle-ci (il est traduit en français en 1802).

## Œuvre
- Vice-Lavmand Eggert Olafsens og Land-Physici Biarne Povelsens Reise igiennem Island, foranstaltet af Videnskabernes Sælskab i Kiøbenhavn, med dertil hørende 51 Kobberstøkker og et nyt forfærdiget Kart over Island (1772)